# Католицька церква в Папуа Новій Гвінеї
Като́лицька це́рква в Па́пуа Нові́й Гвіне́ї — найбільша християнська конфесія Папуа Новій Гвінеї. Складова всесвітньої Католицької церкви, яку очолює на Землі римський папа. Керується конференцією єпископів. Станом на 2004 рік у країні нараховувалося близько 1 688 000 католиків (33,98% від усього населення). Існувало 19 діоцезій, які об'єднували 305 церковних парафій.  Кількість  священиків — 513 (з них представники секулярного духовенства — 185, члени чернечих організацій — 328), постійних дияконів — 7, монахів — 672, монахинь — 861.